# Fosfat de dinucleòtid de nicotinamida i adenina
El fosfat de dinucleòtid de nicotinamida i adenina, abreujat NADP+ (forma oxidada) i NADPH (forma reduïda), és un coenzim que conté vitamina B3 i que intervé en nombroses reaccions metabòliques d'oxido-reducció.
És molt semblant al dinucleòtid de nicotinamida i adenina (NAD+), del qual es diferencia per la presència d'un grup fosfat en el segon carboni del β-D-ribofuranosa del residu adenosina.
El NADP+ accepta un protó i dos electrons segons la reacció:

## Paper en la cèl·lula
En els organismes autòtrofs, el NADPH és produït durant la fase lluminosa acícila de la fotosíntesi i és la font de poder reductor usada en la fixació del diòxid de carboni de la fase fosca (cicle de Calvin) on es redueix el CO₂ en carboni orgànic.
En els organismes heteròtrofs, el NADPH és produït principalment per la fase oxidativa de la via de la pentosa fosfat.
El NADPH és la font principal d'electrons utilitzats en les reaccions biosintètiques de la cèl·lula. De la mateixa manera s'utilitza en els mecanismes de protecció contra l'estrès oxidant i les espècies reactives de l'oxigen (ROS).
La malaltia coneguda sota el nom de «favisme» o dèficit de glucosa-6-fosfat deshidrogenasa (G6PD) comporta un dèficit cel·lular de NADPH i condueix a una hipersensibilitat a l'estrès oxidatiu.

## Referència
1. ↑  «Diccionari enciclopèdic de medicina (DEMCAT) | NADP».  TERMCAT. [Consulta: 7 octubre 2022].